# Pelaške ribe
Pelaške ribe, dalmatinsko in pogovorno primorsko plava riba, so ribe, ki živijo v jatah na odprtem morju (pelagialu) do srednjih globin. Njihovo meso je temnejše barve, ker so te ribe izraziti plavalci. Veliko pelaških ribjih vrst je plenilskih.
Sestava mesa pelaških rib je podobna rdečemu in belemu mesu kopenskih živali, zaradi česar predstavljajo dobro alternativo temu viru beljakovin. Poleg tega meso pelaških rib vsebuje veliko maščobnih kislin omega-3, poleg tega pa še lizin, valin, izoleucin, alanin ter druge zelo pomembne aminokisline.

## Najpomembnejše pelaške ribe Jadrana
- gavun
- girica
- gof
- iglica
- inčun
- lokarda
- palamida
- papalina
- sardela
- skuša
- sled
- trup
- tun(a)